# Linea alba (bocca)
Linea alba è termine, utilizzato soprattutto in odontoiatria, che indica una linea della superficie interna della guancia presente in corrispondenza della zona mediana.
La sua origine è da attribuirsi al contatto con i denti, sia a causa della masticazione, sia per un erroneo posizionalmento del tessuto interno durante il sonno.